# El Simarro
El Simarro es una localidad y pedanía española del municipio de Vara de Rey, en la provincia de Cuenca, comunidad autónoma de Castilla-La Mancha.

## Demografía
Evolución de la población
| Gráfica de evolución demográfica de El Simarro entre 2000 y 2018   |
|                                                                    |
| Población de derecho (2000-2018) según el padrón municipal del INE |

## Monumentos
- Iglesia de Santa Catalina